# Þorleifur hreimur Ketilsson
Þorleifur hreimur Ketilsson (Thorleifur, 1222 - 1289) fue un caudillo medieval y lagman (lögsögumaður) de Islandia en el siglo XIII. Hijo del lagman Ketill Þorláksson, sucedió a su padre en el cargo en 1263. Pertenecía al clan familiar de los Haukdælir. Era sobrino del jarl Gissur Þorvaldsson, a quien acompañó de visita a Noruega en 1246 y a Roma en 1249. En 1253 él y su hijo de diez años, Þorlákur, se libraron de la tragedia de Flugumýrarbrenna.
Con Þorleifur el papel de lögsögumaður ya estaba en fase de decadencia y fue el único en toda la historia que desempeñó su cargo en tres ocasiones. La primera entre 1263 y 1266, la segunda en 1268 y la tercera en 1271. No obstante existe algunas dudas ya que algunas fuentes citan a Sigurður Þorvaldsson como lagman en 1266, pero otras fuentes alargan las funciones de Þorleifur durante cuatro años y no se sabe con certeza el tiempo que Sigurður desempeñó el suyo.
Þorleifur fue de facto el último islandés en desempeñar las funciones de lagman tras la anexión de Islandia a la corona noruega y la aplicación del Gamli sáttmáli.